# Allāhganj
Allāhganj är en ort i Indien.   Den ligger i distriktet Shāhjahānpur och delstaten Uttar Pradesh, i den norra delen av landet, 270 km sydost om huvudstaden New Delhi. Allāhganj ligger 144 meter över havet och antalet invånare är 13 824.
Terrängen runt Allāhganj är mycket platt. Runt Allāhganj är det tätbefolkat, med 493 invånare per kvadratkilometer. Allāhganj är det största samhället i trakten. Trakten runt Allāhganj består till största delen av jordbruksmark.